# PWS-35 Ogar
Il PWS-35 Ogar (Bracco, in lingua polacca) era un aereo da addestramento monomotore biplano sviluppato dall'azienda polacca Podlaska Wytwórnia Samolotów di Biała Podlaska negli anni trenta e rimasto allo stadio di prototipo.

## Storia del progetto
Nell'anno accademico 1935/36 gli studenti Kazimierz Nowicki, Marian Piątka e Michał Rosnowski progettarono presso il Politecnico di Lvov l'addestratore acrobatico NPR-1. I tre studenti pensarono di realizzare il velivolo a Lvov, come costruzione amatoriale. Nel 1936 il generale Ludomił Rayski valutò l'adozione dell'addestratore tedesco Bücker Bü 131 Jungmann, giudicato eccellente dei vertici dell'alto comando della Polskie Lotnictwo Wojskowe. All'inizio del 1937 gli ingegneri della Podlaska Wytwórnia Samolotów furono coinvolti nella realizzazione di un velivolo derivato dall'NPR-1, destinato ad equipaggiare i reparti da addestramento basico della P.L.W. Il progetto venne modificato per le esigenze militari, ed adeguato alla tecnologia realizzativa usata dalla PWS. Nel febbraio 1937 il velivolo assunse la nuova denominazione di PWS-35 Ogar, e ne venne ordinata la realizzazione. L'aereo destinato alla sostituzione del precedente PWS-26, era dotato di un propulsore PZL Inż Major da 130 hp. Ne furono ordinati due prototipi, da costruirsi entro la fine dell'anno. Il primo esemplare, designato PWS-35/I fu pronto nel gennaio 1938 e venne presentato in forma statica nei primi mesi dello stesso anno.

## Tecnica
Il PWS-35 Ogar era un biplano, di costruzione mista in legno e metallo. La fusoliera aveva sezione rettangolare, costruita in tubi in acciaio al cromo-molibdeno. La zona anteriore era rivestita in duralluminio, mentre il resto in compensato. La parte terminale della fusoliera era realizzata in legno rivestito di compensato. L'impennaggio di coda era del tipo classico monoderiva, dotato di piani orizzontali controventati, rivestiti in compensato, mentre il timone era rivestito in tela. La configurazione alare era biplano-sesquiplana, caratterizzata cioè dall'ala inferiore di dimensioni minori della superiore, quest'ultima traslata leggermente verso la parte posteriore. Le due ali, rivestite in tela e compensato, erano collegate tra loro ed alla fusoliera da una travatura ad N. Il carrello d'atterraggio era un triciclo classico, fisso, dotato anteriormente di gambe di forza ammortizzate ed integrato posteriormente da un pattino d'appoggio. Le gambe anteriori e le ruote Dunlop erano rivestite da carenature aerodinamiche.
Biposto, dotato di due abitacoli in tandem, l'anteriore per il pilota ed il posteriore per l'istruttore o per il passeggero, equipaggiati con adeguata strumentazione e doppi comandi.
La propulsione era affidata ad un motore PZInż Major 4B, versione locale costruita su licenza del cecoslovacco Walter Major 4, un 4 cilindri in linea, raffreddati ad aria, erogante la potenza di 130 hp azionante un'elica bipala Szomański.

## Impiego operativo
Il velivolo volò per la prima volta nell'estate del 1938 con ai comandi il collaudatore Stanisław Szubka. I primi collaudi in volo evidenziarono numerosi difetti. Emersero problemi nelle virate, dovuti ad un'insufficiente stabilità direzionale. In più il peso a vuoto risultò di 140 kg superiore al previsto. L'ingegner Michał Rosnowski venne comunque incaricato di preparare la documentazione tecnica relativa alla produzione in serie degli addestratori PWS-33 e PWS-35, da terminarsi per la seconda metà del 1938.
Nel mese di novembre il secondo prototipo (PWS-35/II) venne trasferito presso l'Istytut Techniczny Lotnictwa di Varsavia per effettuare i previsti collaudi militari. Il velivolo fu modificato sotto la direzione dell'Istytut Techniczny Lotnictwa (I.T.L.), ingrandendo il timone di coda. Così modificato fu pronto nel dicembre dello stesso anno, venendo sottoposto ad ulteriori test che diedero esito positivo. Su richiesta del generale Rayski venne predisposta una produzione di 50 esemplari, da realizzarsi entro la fine del 1939. Allo scoppio della seconda guerra mondiale, il 1º settembre 1939, il secondo prototipo si trovava ancora presso l'I.T.L. di Varsavia. Andò distrutto sull'aeroporto di Varsavia-Okeçie durante un bombardamento tedesco. Il primo prototipo fu recuperato dalla Lotnictwo wojskowe presso lo stabilimento della P.W.S. di Biała Podlaska, venendo utilizzato in missioni di collegamento prima di essere distrutto a Lubartow.

## Utilizzatori
Polonia
- Siły Powietrzne

### Velivoli comparabili
Germania
- Bücker Bü 131

 Giappone
- Tachikawa Ki-17

 Regno Unito
- de Havilland DH.82 Tiger Moth